# Amauropelma
Genre
Amauropelma est un genre d'araignées aranéomorphes de la famille des Ctenidae.

## Distribution
Les espèces de ce genre se rencontrent en Australie au Queensland, en Asie du Sud-Est, en Asie de l'Est et en Asie du Sud.

## Liste des espèces
Selon World Spider Catalog (version 25.5, 04/02/2025) :
- Amauropelma annegretae Jäger, 2012
- Amauropelma anzses Raven & Stumkat, 2001
- Amauropelma beyersdorfi Jäger, 2012
- Amauropelma bluewater Raven & Stumkat, 2001
- Amauropelma claudie Raven & Stumkat, 2001
- Amauropelma ekeftys Jäger, 2012
- Amauropelma gayundah Raven & Stumkat, 2001
- Amauropelma gordon Raven & Stumkat, 2001
- Amauropelma guangxi Lin & Li, 2022
- Amauropelma hasenpuschi Raven & Stumkat, 2001
- Amauropelma hoffmanni Jäger, 2012
- Amauropelma jagelkii Jäger, 2012
- Amauropelma khanense Jäger & Nophaseud, 2024
- Amauropelma krabi Li & Yao, 2022
- Amauropelma leo Raven & Stumkat, 2001
- Amauropelma mariae Omelko & Fomichev, 2024
- Amauropelma matakecil Miller & Rahmadi, 2012
- Amauropelma mcilwraith Raven & Stumkat, 2001
- Amauropelma medogensis Wang, Irfan, F. Zhang & Z. S. Zhang, 2024
- Amauropelma monteithi Raven & Stumkat, 2001
- Amauropelma mossman Raven & Stumkat, 2001
- Amauropelma phangnga Li & Yao, 2022
- Amauropelma pineck Raven & Stumkat, 2001
- Amauropelma rifleck Raven & Stumkat, 2001
- Amauropelma saraburi Li & Yao, 2022
- Amauropelma staschi Jäger, 2012
- Amauropelma thamcon Jäger & Nophaseud, 2024
- Amauropelma torbjorni Raven & Gray, 2001
- Amauropelma trueloves Raven & Stumkat, 2001
- Amauropelma undara Raven & Gray, 2001
- Amauropelma wallaman Raven & Stumkat, 2001
- Amauropelma yunnan Yao & Li, 2022

## Systématique et taxinomie
Ce genre a été décrit par Raven, Stumkat et Gray en 2001 dans les Ctenidae.

## Publication originale
- Raven, Stumkat & Gray, 2001 : « Revisions of Australian ground-hunting spiders: I. Amauropelma gen. nov. (Araneomorphae: Ctenidae). » Records of the Western Australian Museum, vol. 64, Supplement, p. 187-227 (texte intégral).